# Illa Amsterdam
L'illa Amsterdam (alguna vegada anomenada com Nova Amsterdam) és una petita illa francesa situada al sud de l'oceà Índic amb les coordenades (37° 50′ S, 77° 31′ E / 37.833°S,77.517°E).
Forma amb l'illa de Sant Pau, a 85 km més al sud amb les coordenades (38° 43′ S, 77° 31′ E / 38.717°S,77.517°E) el districte de les Illes de Sant Pau i Amsterdam.
L'habiten prop de 30 persones durant l'hivern austral i 60 persones a l'estiu.

## Geografia
L'illa Amsterdam és una illa d'origen volcànic amb una superfície de 58 km². La muntanya de la Dives és el punt més alt amb 881 m.
Les illes Saint-Paul i Amsterdam són les illes més allunyades del món de tota massa continental.

### Climatologia
Tenen un clima oceànic temperat sense neu ni glaçades però amb un vent constant de l'oest. Temperatura mitjana a l'abric del vent de 16 °C amb una màxima absoluta, durant 50 anys, de 26 °C i una mínima d'1,7 °C.
L'única població és la de la base científica de Martin de Viviès, des de 1949 hi ha missions científiques amb 23 a 35 persones.
S'explota la pesca de la llagosta (Jasus paulensis).

## Fauna i flora
Presenten un ecosistema fortament pertorbat per l'home (caça, desforestació) i plantes introduïdes com caputxines i gramínies s'han estès. Aquest ecosistema forma part de l'ecoregió "praderies temperades de les illes Amsterdam i Saint-Paul".
La vegetació natural és de tipus herbaci i només a l'illa d'Amsterdam s'hi troba una espècie d'arbre la Phylica arborea, però el 1980 només hi restaven exemplars residuals, ja que se n'alimenten els bovins assilvestrats d'uns ramats del segle xix.
S'han replantat 7.000 d'aquest tipus d'arbres.
Fauna: ocells marins com un albatros endèmic, l'albatros de l'illa d'Amsterdam (Diomedea amsterdamensis); mamífers marins com l'otàrid (Arctocephalus tropicalis) i elefants de mar i l'orca.

## Història
L'illa Amsterdam va ser vista per Magallanes i Sebastián Elcano el 18 de març de 1522 El governador holandès Van Diemen li va donar el nom del seu vaixell Nieuw Amsterdam, el 1633. Però el primer a desembarcar-hi va ser l'holandès Willen de Vlaming el 1696.
Les dues illes van ser redescobertes pel polonès Adam Mieroslawski, el 1842. El 1843 França en va prendre possessió. Hi va haver intents d'explotar les illes per l'agricultura i la ramaderia.